# Carène trachéale
Pour les articles homonymes, voir Carène.
La carène trachéale est la division de la trachée, au niveau de la cinquième vertèbre thoracique pour donner les deux bronches souches gauche et droite formant un angle de 70°. Cette division se nomme également l'éperon trachéal. 